# سلالة (حيوانات أليفة)
انظر أيضا العرق عند الإنسان
سُلَالَة أو عرق أو نسل حيوان أليف هي مجموعة محددة من الحيوانات الأليفة ذات المظهر المتجانس (النمط الظاهري) والسلوك المتجانس و/أو خصائص أخرى تميزها عن الكائنات الأخرى من نفس النوع. تتشكل الأنسال من خلال العزل الجيني والتكيف الطبيعي مع البيئة أو التناسل الانتقائي أو مزيج من الاثنين. بالرغم من الأهمية الكبيرة لفكرة الأنسال بما يخص تربية الحيوانات والزراعة إلا أنه لا يوجد تعريف واحد مقبول علمياً للمصطلح.
وبالتالي فإن السلالة ليست تصنيف موضوعي أو قابل للتحقق منه بيولوجياً بل هو مصطلح متعارف عليه بين مجموعات حيوانات الاستيلاد التي تشترك الإجماع حول الصفات التي تجعل أفراد معينين من نوع معين أعضاء في مجموعات فرعية مسماة.
ينقل أفراد السلالة الواحدة صفات يمكن التنبؤ بها إلى ذريتهم وذلك عندما يتم تربيتهم معاً وإن هذه المقدرة المعروفة باسم «التناسل الحقيقي» هي شرط للتكاثر. تهرف أنسال النبات معروفة باسم الأصناف وتعرف الذرية الناتجة عن تربية حيوانات من سلالة ما مع حيوانات من سلالة أخرى بخلط الأنسال أو تزاوج الأنسال. كما يشار إلى التزاوجات بين الأصناف الحيوانية أو النباتية فوق مستوى السلالة/الضرب المستنبت (أي بين الانواع، النويعات، الأصناف النباتية وحتى الأجناس المختلفة) بالتهجين.

## التناسل: الانتقاء من قبل المتناسلين
يقوم حيوان الاستيلاد (أو مجموعة حيوانات الاستيلاد) الذين ينشئون السلالة باختيار أفراد حيوانية من مجموعة الجينات التي يرون أن لديها الصفات اللازمة لتعزيز نموذج السلالة المبتغاة ويشار إلى هذه الحيوانات باسم الآباء المؤسسة. علاوةً على ذلك، يتزاوج حيوان الاستيلاد مع أكثر أفراد السلالة استحساناً بنظره وذلك بهدف توريث هذه الصفات لذريته وتعرف هذه العملية بالتناسل الانتقائي. يشار إلى الوصف المكتوب لممثلي السلالة المرغوبين وغير المرغوبين باسم معيار السلالة.

## خصائص السلالة
تُورّث صفات السلالة المحددة والمعروفة باسم سمات السلالة وتمررها الحيوانات الأصيلة من جيل إلى جيل وبالتالي فإن جميع أفراد السلالة يحملون العديد من الصفات الوراثية للحيوان المؤسس الأول. من أجل الحفاظ على السلالة يقوم حيوان الاستيلاد باختيار الحيوانات التي تحمل أكثر السمات المرغوبة وذلك بهدف استبقاء هذه السمات وتطويرها. تقوم السلالة الحيوانية في نفس الوقت بتجنب الحيوانات التي تحمل سمات غير مرغوبة أو غير نوعية للسلالة بما في ذلك التشوهات أو العيوب الوراثية. يتوجب على جمهرة السلالة أن تحافظ على عدد كافي من الحيوانات للحفاظ على السلالة ضمن معايير محددة دون الحاجة إلى التوالد الداخلي الإجباري.
تختلف سلالات الحيوانات الأليفة عادةً من بلد إلى بلد ومن دولة إلى أخرى وتعرف السلالات الناشئة في بلد معين باسم «السلالات المحلية» في هذا البلد.

## قائمة بحيوانات ذات سلالات مختلفة
| - قائمة سلالات القطط - قائمة سلالات البقر - قائمة سلالات الكلاب - قائمة سلالات جاموس الماء - قائمة سلالات الخنازير الأليفة - قائمة سلالات الحمير - قائمة سلالات الماعز - قائمة سلالات خنزير غينيا - قائمة سلالات الأرانب - قائمة سلالات الخيل - قائمة سلالات الأغنام | - قائمة سلالات الدجاج - قائمة سلالات البط - قائمة سلالات الإوز - قائمة سلالات الحمام - قائمة سلالات الديك الرومي |